# Euproctis anomoeoptena
Euproctis anomoeoptena är en fjärilsart som beskrevs av Collenette 1932. Euproctis anomoeoptena ingår i släktet Euproctis och familjen tofsspinnare. Inga underarter finns listade i Catalogue of Life.